# Jean-Claude Turcotte
Jean-Claude Turcotte (ur. 26 czerwca 1936 w Montrealu, zm. 8 kwietnia 2015 tamże) – kanadyjski duchowny katolicki, arcybiskup Montrealu (1990–2012), kardynał.

## Życiorys
Studiował w seminarium duchownym w Montrealu, święcenia kapłańskie przyjął 24 maja 1959. Pracował jako duszpasterz w archidiecezji Montreal, w latach 1964–1965 uzupełniał studia we francuskim Lille, gdzie na Wydziale Katolickim uzyskał dyplom w dziedzinie duszpasterstwa społecznego. Po powrocie do Montrealu skoncentrował się na działalności duszpasterskiej w środowiskach robotniczych, później zajmował się także przygotowaniem seminarzystów do kapłaństwa; był kanonikiem kapituły katedralnej w Montrealu, a od września 1981 wikariuszem generalnym archidiecezji.
W kwietniu 1982 mianowany biskupem pomocniczym Montrealu, ze stolicą tytularną Suas. Sakry biskupiej udzielił mu 29 czerwca 1982 Paul Grégoire, ówczesny arcybiskup metropolita Montrealu i przyszły kardynał. 17 marca 1990 Turcotte zastąpił kardynała Grégoire (który przeszedł w stan spoczynku) na stolicy arcybiskupiej. Brał udział w sesjach Światowego Synodu Biskupów w Watykanie (m.in. w sesji specjalnej, poświęconej Kościołowi w Ameryce, listopad – grudzień 1997).
W listopadzie 1994 Jan Paweł II wyniósł go do godności kardynalskiej, nadając tytuł prezbitera Nostra Signora del SS. Sacramento e Santi Martiri Canadesi. Od 1995 Turcotte bierze udział w pracach Rady Kardynalskiej ds. badania Organizacyjnych i Ekonomicznych Problemów Stolicy Świętej.
20 marca 2012 papież Benedykt XVI przyjął jego rezygnację z pełnionej funkcji. Jego następcą został bp. Christian Lépine.
Uczestnik konklawe 2005 i konklawe 2013 roku.